# Boletina coronata
Boletina coronata är en tvåvingeart som beskrevs av Ostroverkhova 1979. Boletina coronata ingår i släktet Boletina och familjen svampmyggor. Inga underarter finns listade i Catalogue of Life.